# Águas de São Pedro
Águas de São Pedro (pronunciación en portugués: /ˈaɡwas di sɐ̃w̃ ˈpedɾu/ (escucharⓘ)), oficialmente denominado Município da Estância Hidromineral de Águas de São Pedro, es un municipio brasileño en el estado de São Paulo situado a 184 km de la capital del estado. Con solo 3,612 km², es lo segundo municipio más pequeño de Brasil en términos de superficie, y tenía una población de 2,707 en 2010. Águas de São Pedro significa "Aguas de San Pedro". Su nombre se deriva de las fuentes de agua mineral en su territorio y su ubicación, que antes de la fundación de la ciudad eran parte del municipio de São Pedro (San Pedro).
La temperatura media anual de la ciudad es 22,4 °C, y la mayor parte de la vegetación del municipio se compone de área reforestada. En 2014 había 2,317 vehículos en la ciudad. Constituida solamente por área urbana, no teniendo una zona rural, la ciudad tenía cuatro centros de salud en 2009. Su índice de desarrollo humano (IDH) es 0,854, el segundo mejor en el estado de São Paulo, así como el segundo mejor en Brasil, superado solo por São Caetano do Sul.
Águas de São Pedro se emancipó en la década de 1940. La ciudad es conocida por sus aguas minerales de valor medicinal y sus recursos naturales como algunas de las principales atracciones turísticas. Una de las fuentes, llamada Juventude, tiene la segunda agua más sulfurosa en el mundo. Cuenta también con dos grandes parques (Parque Dr. Octavio Moura Andrade y el Parque das Águas "José Benedito Zani") y el mini-jardín municipal, todos importantes áreas verdes de la ciudad.
El municipio está situado en la región de la Sierra de Itaqueri (en portugués: Serra do Itaqueri; Itaqueri significa "piedra echada" en tupí-guaraní), en la parte sur-central del estado de São Paulo. Es una ciudad planificada y desde su fundación es un lugar turístico que atrae a los visitantes.

## Historia

### Orígenes
Hasta 1800, la región de São Pedro y su enclave era bosque virgen. Las primeras personas civilizadas en pisar territorio de Águas de São Pedro eran, al igual que en la mayoría de los municipios en los campos de São Paulo, bandeirantes buscando piedras preciosas, especialmente el oro, abriendo muchos caminos y rutas en el bosque denso. Una de estas rutas, llamada Caminho do Picadão (Camino de la Pista Forestal), iniciada en Itu, pasaba a través de Piracicaba y avanzaba hacia las tierras del interior de Araraquara. Durante años, muchas haciendas se formaron en la región, hasta que en 1883, São Pedro fue separado de Piracicaba y se convirtió en políticamente independiente.
La economía en ese momento ahora se basaba en la producción de café, cuando muchas familias italianas se establecieron en estas regiones para trabajar bajo acuerdo de colaboración para reemplazar mano de obra esclava. En esta condición, el inmigrante italiano Angelo Franzin llegó a Brasil en 1887, yendo a trabajar en la hacienda "Recreio", de propiedad de João Rezende da Cruz; solo un año más tarde administraría otras haciendas como Santa Rita, Santa Eulália y Rosário. Después de muchos años de trabajo, con su hermano Jácomo, compró tierra y decidió intentar plantar café. Las primeras propiedades que adquirieron fueron las haciendas Palmeiras y Limoeiro, seguidas de las tierras de Floresta Escura, Gonçalves, Tuncum y Araquá, así como casas, lotes y dos máquinas para procesar los granos de café.

### Búsqueda de petróleo y descubrimiento de las aguas
En la década de 1920, Júlio Prestes, el gobernador de São Paulo, comenzó a explorar el área de prospección de petróleo en São Pedro. Estos esfuerzos fracasaron en encontrar petróleo, y los equipos fueron abandonados, pero todavía chorreando agua mineral. Posteriormente, se hicieron otros intentos para encontrar petróleo a mayores profundidades, y nuevamente, no se encontró petróleo. Una estructura de perforación permanece; ella se llama Torre de Petróleo Engenheiro Ângelo Balloni (Torre de Petróleo Ingeniero Ângelo Balloni).
Años después, en 1934, Angelo Franzin, dueño de algunas de las tierras en el área, construyó una simple casa de baños (actualmente conocida como "Fuente Juventud") en uno de los manantiales donde se bañó, con aguas que poseían un olor característico del azufre. Un año más tarde, un grupo de gente de la ciudad compró un terreno midiendo 100 000 metros cuadrados alrededor de la original casa de baños de madera, donde construyeron un balneario. Se componía de 12 tinas de mampostería. En ese mismo año, Octavio Moura Andrade decidió construir un spa allí, dándole el nombre de Caldas de São Pedro, y, junto con su hermano, Antonio Joaquim de Moura Andrade, crearon la empresa Águas Sulfídricas e Termais de São Pedro S.A. (Aguas Sulfhídricas y Termales de San Pedro S.A.).
Durante cuatro años, el Instituto de Investigaciones Tecnológicas (IPT) de la Universidad de São Paulo condujeron una serie de estudios de esas aguas. En general, el agua de grandes profundidades tiene una alta concentración de sustancias que pueden ser perjudiciales para los seres humanos, y su pH puede no ser apto para el baño. En 1940 los resultados fueron publicados en el Boletín 26 del IPT. Las aguas fueron consideradas aptas para el baño, y sus propiedades medicinales fueran estudiadas por el profesor João de Aguiar Pupo, Director da la Facultad de Medicina de São Paulo.

### Fundación y emancipación
Reconociendo la importancia de las fuentes termales en la región, el Gobierno del Estado de São Paulo fundó en 19 de junio de 1940 la Estância Hidromineral e Climática de Águas de São Pedro (Complejo Hidromineral y Climático de Águas de São Pedro). A pesar de esto, la ciudad celebra su cumpleaños en 25 de julio, la fecha en el año de 1940 de la fundación del primer gran edificio en la ciudad, el Grande Hotel (ahora Grande Hotel São Pedro). El municipio de Águas de São Pedro fue emancipado por la Ley Estatal n.º 233, de 24 de diciembre de 1948.

### La construcción del centro turístico y la planificación urbana
Para promover el desarrollo y la explotación de las aguas medicinales de una forma económicamente viable, Octavio Moura Andrade concibió y planeó una ciudad centrada en los propósitos residenciales y hidroterápicos: una ciudad termal. Águas de São Pedro se estableció como un complejo hidromineral, totalmente planificado y con el fin de servir tanto a los que necesitaban tratamiento como turistas en busca de diversión y ocio. El urbanista Jorge de Macedo Vieira fue elegido para integrar el uso del espacio con el agua mineral, la topografía, el suelo y el clima, realizando un estudio detallado de la zona de dos años de duración antes de diseñar la ciudad. Fue solo en 1940 que el proyecto se completó, siendo registrado en la Oficina del Registro de la Propiedad del Distrito de São Pedro con el número 1, de conformidad con los requisitos del Decreto-ley Federal brasileño n.º 58, de 10 de diciembre de 1937.
Como parte de este proyecto se construyeron varios edificios, incluyendo un gran hotel de lujo para recibir a los turistas, así como un casino, uno de los primeros en el país a tener su actividad regulada por el gobierno. Un sistema de saneamiento también fue construido, con la empresa técnica Saturnino de Brito de Río de Janeiro contratada para estudiar y controlar el sistema de saneamiento en el área alrededor del Grande Hotel. Varias carreteras fueron reconstruidas, incluyendo un camino de 8 kilómetros que conecta São Pedro a las fuentes, permitiendo el tráfico pesado; construcción de un aeropuerto (ahora Aeropuerto de São Pedro) en un área de 40 alqueires (96,8 ha) con cuatro pistas de aterrizaje, una sala de embarque, electricidad, teléfono, agua corriente, hangar y estación de aprovisionamiento de combustible. La infraestructura energética fue mejorada: como la red eléctrica de São Pedro estaba en mal estado, una línea eléctrica privada fue construida conectando São Pedro a las obras de construcción del centro turístico, y en el Grande Hotel se instaló una usina de emergencia con dos generadores a diésel capaces de suministrar el hotel y la ciudad.

### Historia contemporánea
Después de la apertura del complejo hidromineral, el turismo cobró impulso. La ciudad se convirtió en uno de los miembros de la Região Turística da Serra do Itaqueri (Región Turística de la Sierra de Itaqueri), compuesta por doce municipios. Con la gran afluencia de turistas, también había la necesidad de mejoras en el sector comercial, lo que provocó la renovación de la Rua do Comércio (Calle del Comercio, viejo apodo para la calle João Batista Azevedo).
En 2013 un grupo de empresas liderado por Telefónica Vivo ha anunciado planes para hacer Águas de São Pedro la primera ciudad digital en el país. En la primera etapa del proyecto, se reemplazó el cableado telefónico de la ciudad, cambiando de cobre a fibra óptica. Una antena, proporcionando tecnología 4G, y cámaras de seguridad fueron instaladas; tabletas fueron distribuidas a los estudiantes de la escuela municipal; se introdujo el uso de sistemas inteligentes: sensores de presencia en un sistema de aparcamiento y un sistema de iluminación de la calle inteligentes se han instalado, lo que reduce el consumo de energía. A finales de 2015, a pesar de seguir prestando servicios a la comunidad, Telefónica Vivo transfirió la responsabilidad de la gestión a lo gobierno de la ciudad. La segunda etapa se inicia en 2016, con la instalación de kioscos interactivos en lugares públicos, la cualificación de profesores para trabajar con nuevas tecnologías, y la programación de citas médicas a través de Internet.

## Geografía
El municipio de Águas de São Pedro cubre 3,612 kilómetros cuadrados, la segunda más pequeña ciudad brasileña en área, solamente más grande que Santa Cruz de Minas. Representa 0,0015% del territorio estatal y 0,0004% de la superficie del sudeste de Brasil. El municipio no cuenta con una zona rural, solamente un perímetro urbano.
Águas de São Pedro se divide en cuatro barrios: Jardim Jerubiaçaba (Jardín Jerubiaçaba; Jerubiaçaba significa "lealtad" en tupí-guaraní) al nordeste, Jardim Iporanga (Jardín Iporanga; Iporanga significa "río hermoso" en tupí-guaraní) al este, Centro, y Jardim Porangaba (Jardín Porangaba; Porangaba significa "vista hermosa" en tupí-guaraní) al sur.
La ciudad está situada en la latitud 22°35′50.422″ S y longitud 47°53′2.309″ O, a una distancia de 184 kilómetros al noroeste de la capital del estado de São Paulo. Su único municipio adyacente es São Pedro, al que es uno de los cuatro enclaves de Brasil, además de Arroio do Padre, Ladário y Portelândia.

### Geomorfología e hidrología

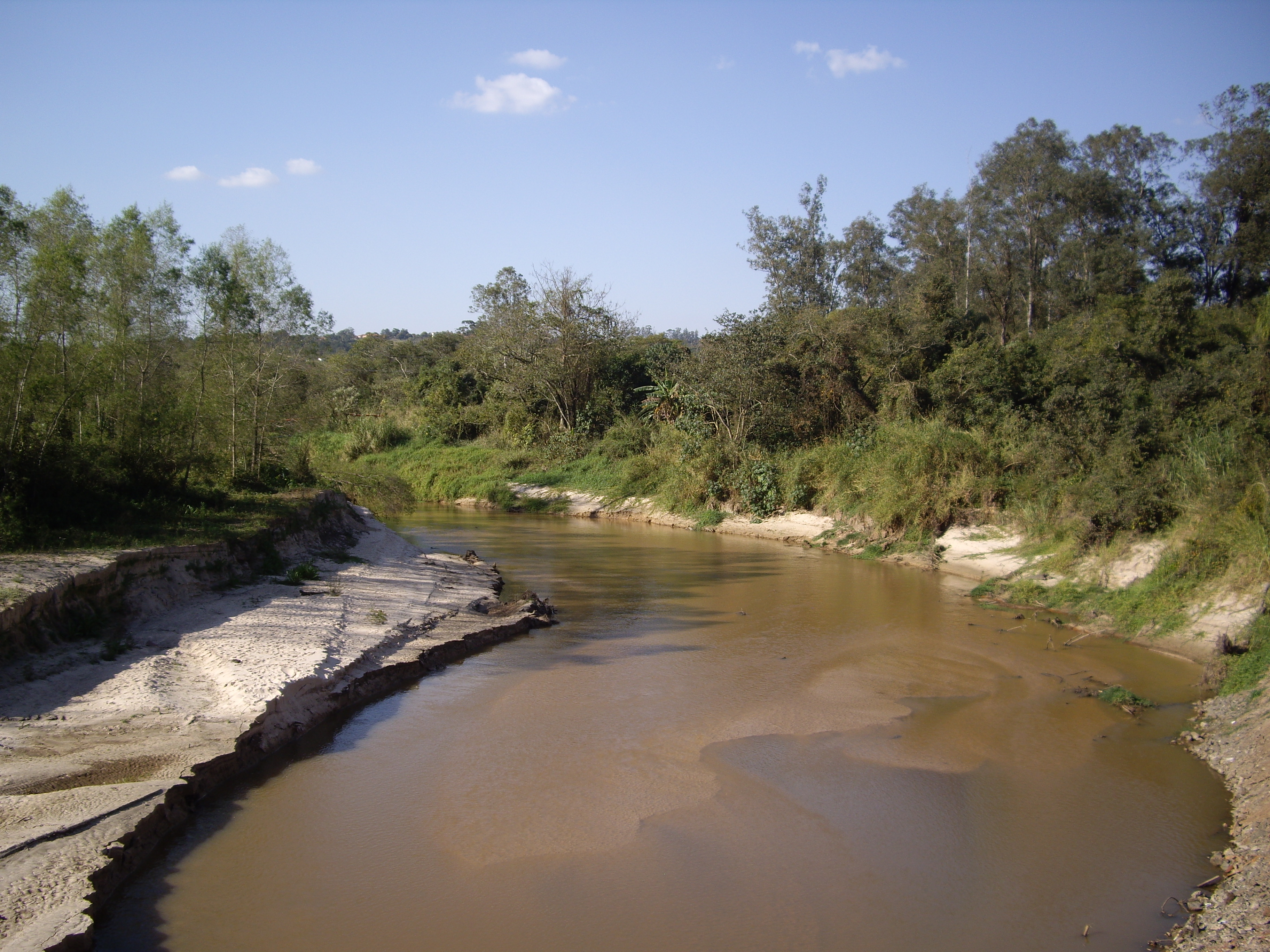
Río Araquá

La geomorfología del área de Águas de São Pedro se caracteriza por relieves de colinas bajas y suaves – separadas por valles sin grandes llanuras fluviales – y es ligeramente rugosa, con sitios que solo en raras ocasiones superan los 200 metros de desnivel. El municipio se encuentra a una altitud de 515 metros sobre el nivel del mar, y situado en una región geográfica llamada Depresión Periférica del estado de São Paulo, cerca de la frontera con el Altiplano Occidental, en una zona de cuestas basálticas.
Águas de São Pedro se encuentra en la llamada Formación Piramboia (Piramboia significa "pez serpiente" en tupí-guaraní), una de las cinco subdivisiones estratigráficas de la cuenca del Paraná, todas formadas en diferentes períodos, en que sedimentos de Triásico y Cretácico Temprano predominan. Los sedimentos se componen de areniscas finas a medianas, blanco-anaranjadas a rojizas en color, y con las estratificaciones cruzadas tangenciales en una base de tamaño medio a grande; estas características son indicativas de ríos temporales en el pasado en un ambiente semiárido.
La ciudad está situada en la parte central de la Zona del Medio Tietê, que ocupa cerca de 15,000 kilómetros cuadrados, o dos quintas partes de la superficie total de la Depresión Periférica. Ella está delimitada por el río Araquá (Araquá significa "hoyo del mundo" en tupí-guaraní), que tiene una ruta norte-sur en general, y también por los lagos Limoeiro y das Palmeiras. La región donde se encuentra Águas de São Pedro es también parte de la cuenca del río Piracicaba. La cuenca de Piracicaba se extiende sobre una superficie de 12,568,72 kilómetros cuadrados, cubriendo el lado suroriental del estado de São Paulo y el extremo sur de Minas Gerais.

### Clima
Según la clasificación climática de Köppen Águas de São Pedro tiene un clima tropical seco (Aw), cerca del clima subtropical húmedo (Cfa), con una disminución de las precipitaciones durante el invierno, con una temperatura media anual de 22,4 °C, inviernos secos y suaves (con ocurrencia de heladas ligeras en unos pocos días de la temporada), y veranos lluviosos con temperaturas altas. El mes más caluroso, febrero, tiene una temperatura media de 25,2 °C, con una máxima promedio de 30,9 °C y una mínima de 19,5 °C. El mes más frío, julio, tiene una temperatura media de 18,7 °C, con 25,9 °C y 11,4 °C siendo el máximo y mínimos promedios, respectivamente. Otoño y primavera son estaciones de transición.
La precipitación total anual se mide a 1,307,5 milímetros, y julio es el mes más seco, con 26,7 milímetros de precipitación. En enero, el mes más lluvioso, el promedio es de 221,5 milímetros. Desde la década de 2000, sin embargo, los días calurosos y secos durante el invierno han sido cada vez más frecuentes no solo en Águas de São Pedro, sino también en gran parte del estado de São Paulo, a menudo superando los 30 °C, especialmente entre los meses de julio y septiembre. Durante la estación seca y en los largos veranillos en el medio de la temporada de lluvias, se han aumentado los informes sobre el humo de la tierra quemada en las plantaciones de caña de azúcar y monte bajo, principalmente en el área rural alrededor de la ciudad, lo que llevó a la corte federal para prohibir dicha actividad en la región. Granizadas no son comunes en la ciudad, pero una de las más recientes ocurrió el 17 de febrero de 2010.
| Parámetros climáticos promedio de Águas de São Pedro                                     | Parámetros climáticos promedio de Águas de São Pedro | Parámetros climáticos promedio de Águas de São Pedro | Parámetros climáticos promedio de Águas de São Pedro | Parámetros climáticos promedio de Águas de São Pedro | Parámetros climáticos promedio de Águas de São Pedro | Parámetros climáticos promedio de Águas de São Pedro | Parámetros climáticos promedio de Águas de São Pedro | Parámetros climáticos promedio de Águas de São Pedro | Parámetros climáticos promedio de Águas de São Pedro | Parámetros climáticos promedio de Águas de São Pedro | Parámetros climáticos promedio de Águas de São Pedro | Parámetros climáticos promedio de Águas de São Pedro | Parámetros climáticos promedio de Águas de São Pedro |
| Mes                                                                                      | Ene.                                                 | Feb.                                                 | Mar.                                                 | Abr.                                                 | May.                                                 | Jun.                                                 | Jul.                                                 | Ago.                                                 | Sep.                                                 | Oct.                                                 | Nov.                                                 | Dic.                                                 | Anual                                                |
| ---------------------------------------------------------------------------------------- | ---------------------------------------------------- | ---------------------------------------------------- | ---------------------------------------------------- | ---------------------------------------------------- | ---------------------------------------------------- | ---------------------------------------------------- | ---------------------------------------------------- | ---------------------------------------------------- | ---------------------------------------------------- | ---------------------------------------------------- | ---------------------------------------------------- | ---------------------------------------------------- | ---------------------------------------------------- |
| Temp. máx. media (°C)                                                                    | 30.8                                                 | 30.9                                                 | 30.6                                                 | 28.9                                                 | 26.8                                                 | 25.7                                                 | 25.9                                                 | 28.1                                                 | 29.0                                                 | 29.6                                                 | 30.2                                                 | 30.1                                                 | 28.9                                                 |
| Temp. media (°C)                                                                         | 25                                                   | 25.2                                                 | 24.7                                                 | 22.5                                                 | 20.1                                                 | 18.8                                                 | 18.7                                                 | 20.5                                                 | 21.9                                                 | 23                                                   | 23.8                                                 | 24.4                                                 | 22.4                                                 |
| Temp. mín. media (°C)                                                                    | 19.3                                                 | 19.5                                                 | 18.8                                                 | 16.1                                                 | 13.4                                                 | 12.0                                                 | 11.4                                                 | 12.8                                                 | 14.8                                                 | 16.5                                                 | 17.4                                                 | 18.7                                                 | 15.9                                                 |
| Precipitación total (mm)                                                                 | 221.5                                                | 191.2                                                | 149.2                                                | 71.8                                                 | 62.3                                                 | 44.1                                                 | 26.7                                                 | 27.1                                                 | 64.3                                                 | 124.0                                                | 133.5                                                | 191.8                                                | 1307.5                                               |
| Fuente: Centro de Investigaciones Meteorológicas y Climáticas Aplicadas a la Agricultura |                                                      |                                                      |                                                      |                                                      |                                                      |                                                      |                                                      |                                                      |                                                      |                                                      |                                                      |                                                      |                                                      |

### Ecología y medio ambiente
La vegetación original del área de Águas de São Pedro era el cerrado, una formación mixta clasificada en dos estratos: el estrato superior, compuesto de árboles con altura variable de entre 3 a 6 metros, con copas frecuentemente dispersas y separadas, y el estrato inferior, compuesto por una cobertura continua de pastos y otras plantas de menos de un metro de altura, y las árboles con troncos y ramas retorcidas y nudosas, corteza gruesa, hojas grandes y espinas. Esta vegetación natural, sin embargo, está bastante devastada. Hoy en día la vegetación es plantada en su mayor parte. La ciudad cuenta con 69,58 hectáreas, 17,40% de su superficie total, de zonas reforestadas, la mayoría concentradas en el Parque Dr. Octavio Moura Andrade en el noroeste, y 2,06 hectáreas, o sea, 0,69% de su superficie total, de vegetación de la llanura aluvial, toda concentrada en las orillas del río Araquá en la parte sureste del municipio.

## Demografía
En fecha el censo de Brasil 2010 registrado por el Instituto Brasileño de Geografía y Estadística (IBGE), Águas de São Pedro tiene una población de 2,707. De ese total, 2,361 habitantes son blancos (87,22%), 279 son pardos (10,31%), 41 son negros (1,51%), y 26 son asiáticos (0,96%). Es la 594.ª ciudad más poblada en el estado, y tiene una densidad de población de 749,45 habitantes por kilómetro cuadrado. De la población total, 1,262 habitantes eran hombres y 1,445 eran mujeres.
La mitad de las residencias de la ciudad (50,6%) son propiedad de veraneantes. Muchas personas permanecen en el municipio solamente en los fines de semana y días festivos, y tienen sus casas solo para la recreación y como una inversión inmobiliaria.
En el año 2000, 305 personas (16,2% de la población de la ciudad) dijeron tener algún tipo de discapacidad, casi dos por ciento más alto que el promedio nacional.
El Índice de Desarrollo Humano de los Municipios (IDHM) de Águas de São Pedro está a 0,854, considerado muy alto por el Programa de las Naciones Unidas para el Desarrollo (PNUD), y es el segundo más alto en el estado de São Paulo, así como es el segundo más alto en Brasil. Considerando solo la educación, el índice se encuentra en 0,825, en comparación con 0,637 para Brasil en su conjunto; el índice de longevidad es 0,890 (0,816 para Brasil); y el índice de ingresos es 0,849 (0,739 para Brasil). La ciudad ocupa un lugar destacado en la mayoría de los indicadores, y por encima de la media nacional en todos los indicadores, según el PNUD.
El coeficiente de Gini, que mide la desigualdad social, es de 0,40, en una escala en la que 1,00 es el peor y 0,00 es el mejor. La incidencia de la pobreza, medida por el IBGE, se mide a 5,91%, en una escala en la que el límite inferior es 0,17% y el límite superior es de 11,65%; y la incidencia de la pobreza subjetiva se mide a 4,24%.

### Religión
Al igual que con la variedad cultural en Águas de São Pedro, hay diversas manifestaciones religiosas presentes en la ciudad. En fecha el censo brasileño de 2010, la población tenía 1,836 católicos (67,81%), 435 evangélicos (16,07%), 228 personas sin religión (8,41%), 125 espiritistas (4,63%), 29 personas con la religión, ya sea indeterminada o que pertenece a múltiplas (1,08%), 13 judíos (0,47%), 9 católicos ortodoxos (0,33%), 7 espiritualistas (0,24%), 6 testigos de Jehová (0,23%), 6 personas con nuevas religiones orientales (0,23%), 4 personas de otra religión cristiana (0,15%), 3 budistas (0,12%), 3 personas con tradiciones esotéricas (0,11%), y 3 personas de La Iglesia de Jesucristo de los Santos de los Últimos Días (0,12%).

#### Iglesia católica
La historia de la iglesia católica en Águas de São Pedro comenzó cuando la señora Maria Julia das Dores Andrade, madre del fundador de la ciudad, le pidió que construyese de la "Casa de Dios", junto con la construcción del Grande Hotel. Se seleccionó el lugar más alto de la ciudad para erigirla.
En 1946 se completó una capilla, con su arquitectura basada en una capilla vista por el Dr. Octavio en la ciudad de Río de Janeiro. La capilla fue dedicada a la Virgen de la Inmaculada Concepción. En 1954 Águas de São Pedro fue retirada de la parroquia de la ciudad de São Pedro, y el 29 de mayo de ese mismo año, la actual Parroquia Inmaculada Concepción fue fundada por Don Ernesto de Paula. La parroquia está subordinada a la diócesis de Piracicaba.
Años después de la fundación de la parroquia, se seleccionó un nuevo sitio cerca de la zona central de la ciudad para la construcción de una nueva iglesia, pero esos planes no se completaron porque el Canónigo Marcos Van Inn, el creador del proyecto, murió. A continuación, el salón parroquial de la ciudad fue indicado por el Obispo de Piracicaba, Don Aníger Maria Melillo, para adaptarse a la iglesia madre de la ciudad, ya que sigue siendo hoy en día. El título de la Inmaculada Concepción fue trasladado de la antigua capilla a la iglesia madre, y la capilla está ahora dedicada a Nuestra Señora de la Concepción Aparecida.

#### Iglesia Protestante
En la ciudad están presentes las más diversas creencias evangélicas, principalmente pentecostales, incluidas las Asambleas de Dios de Brasil (la iglesia evangélica más grande del país), Congregación Cristiana, entre otras. Estas denominaciones están creciendo cada vez más en todo Brasil.

## Economía

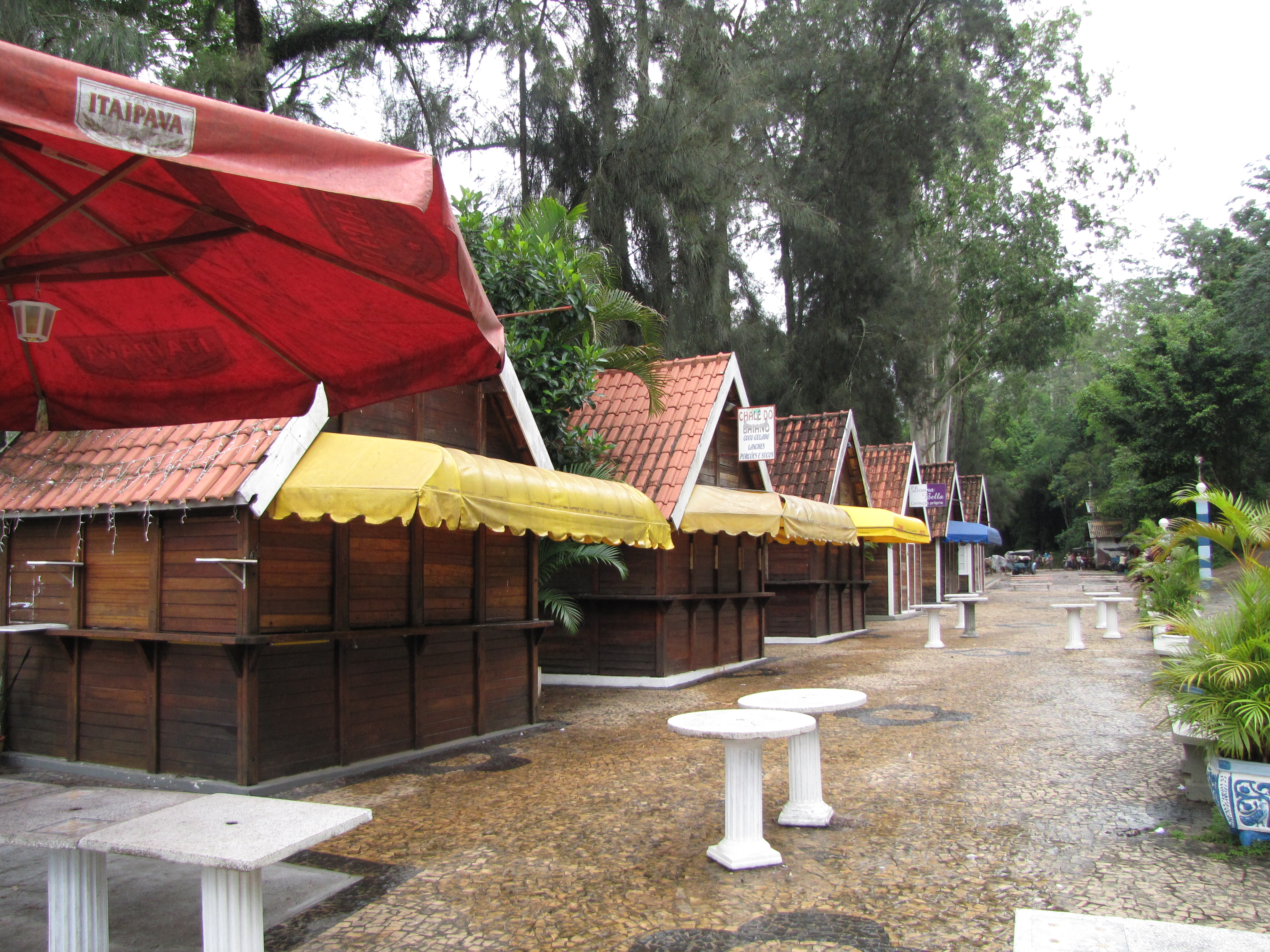
Tiendas de artesanía en la ciudad

De acuerdo con datos de 2013 del Instituto Brasileño de Geografía y Estadística (IBGE), el municipio tenía un producto interno bruto (PIB) de R$ 97,021,000,00, de los cuales R$ 4,353,000,00 fueron impuestos sobre los productos netos de subvenciones, y el PIB per cápita fue de R$ 32,297,32. También de acuerdo con el IBGE, en 2013 la ciudad tenía 208 unidades locales (tiendas) y un total de 1,565 personas empleadas, con 1,302 de ellas asalariadas. Salarios, junto con otro tipo de compensación, totalizaron R$ 26,742,000,00 y el salario mensual promedio del municipio fue de 2,3 salarios mínimos.
La ciudad no tiene un área rural, por lo que el sector primario no contribuye al PIB local. A pesar de que el municipio no depende de ninguna industria importante, el valor añadido bruto al PIB del sector secundario fue de R$ 7,263,000,00.
R$ 67,496,000,00 del PIB municipal es de servicios, en la actualidad la principal fuente de PIB de Águas de São Pedro. Una parte importante del sector terciario es el turismo, y la economía de la ciudad está orientada exclusivamente hacia este sector. El municipio de Águas de São Pedro está integrado con la Región Turística de la Sierra de Itaqueri y tiene como principal atractivo sus aguas mineromedicinales. De acuerdo con autoridades de la ciudad, las nuevas rutas de turismo pasan a través de la regionalización. Turistas atraídos por los atractivos naturales también ayudan a estimular el sector comercial de la ciudad. Los centros comerciales más concurridos son la Avenida Carlos Mauro y la Calle del Comercio, que después de renovaciones costando R$ 302,000,00 se ha convertido en una calle peatonal.
Las fiestas también tienden a traer más ingresos para la ciudad. En el Carnaval de 2016, por ejemplo, la Secretaría Municipal de Turismo dijo que la afluencia de turistas daría lugar a la adición de R$ 5 millones en la economía local. Varios programas económicos fueron creados para resaltar la Región Turística, atraer a más turistas, y mejorar los sectores comercial y de alojamiento.

## Cultura y recreación

### Turismo
En los fines de semana la ciudad recibe una afluencia de turistas que suman hasta el doble del número de residentes – cerca de 6,000 turistas. En las largas vacaciones, el número de turistas puede llegar a 30,000.
Águas de São Pedro es uno de los once municipios considerados complejos hidrominerales por el gobierno del estado de São Paulo, mediante el cumplimiento de ciertos requisitos establecidos por la ley estatal. La Ley Federal n.º 2,661 del 3 de diciembre de 1955 establece lo siguiente: "Se considera complejo termomineral, hidromineral, o simplemente mineral la ubicación reconocida por la ley estatal, y que tiene manantiales termales o minerales, aguas naturales explotadas de conformidad con las disposiciones de esta ley y el Decreto-ley Federal n.º 7,841, del 8 de agosto de 1945." Este reconocimiento garantiza a estos municipios un mayor presupuesto del estado para invertir en el turismo regional. Además, la ciudad tiene el derecho de añadir, antes de su nombre el título de complejo hidromineral, el término por el cual la ciudad se va a designar tanto por la administración municipal, así como las referencias del estado.
Como zonas verdes la ciudad tiene el Mini Horto (Mini Jardín), un lugar con un vivero y un estanque, y dos grandes parques:
- Parque Dr. Octavio Moura Andrade (nombrado en 1975[59]), área con más de un millón de metros cuadrados, con 16 rutas de senderismo con una longitud de 6,500 metros. En el parque se pueden encontrar varias especies de la fauna y la flora de la región,[60] ya que alrededor de 250 tipos de aves[61] y aproximadamente 40 coatíes.[62]
- Parque das Águas "José Benedito Zani" (Parque de las Águas "José Benedito Zani", nombrado em 2000[63]), un área con 6,400 metros cuadrados con una pista de jogging, gimnasio al aire libre, una rampa de skate, y un carril bici.

Hay dos días festivos locales en Águas de São Pedro: el aniversario de la ciudad (25 de julio) y el día de la Inmaculada Concepción (8 de diciembre).

### Fuentes de agua mineral

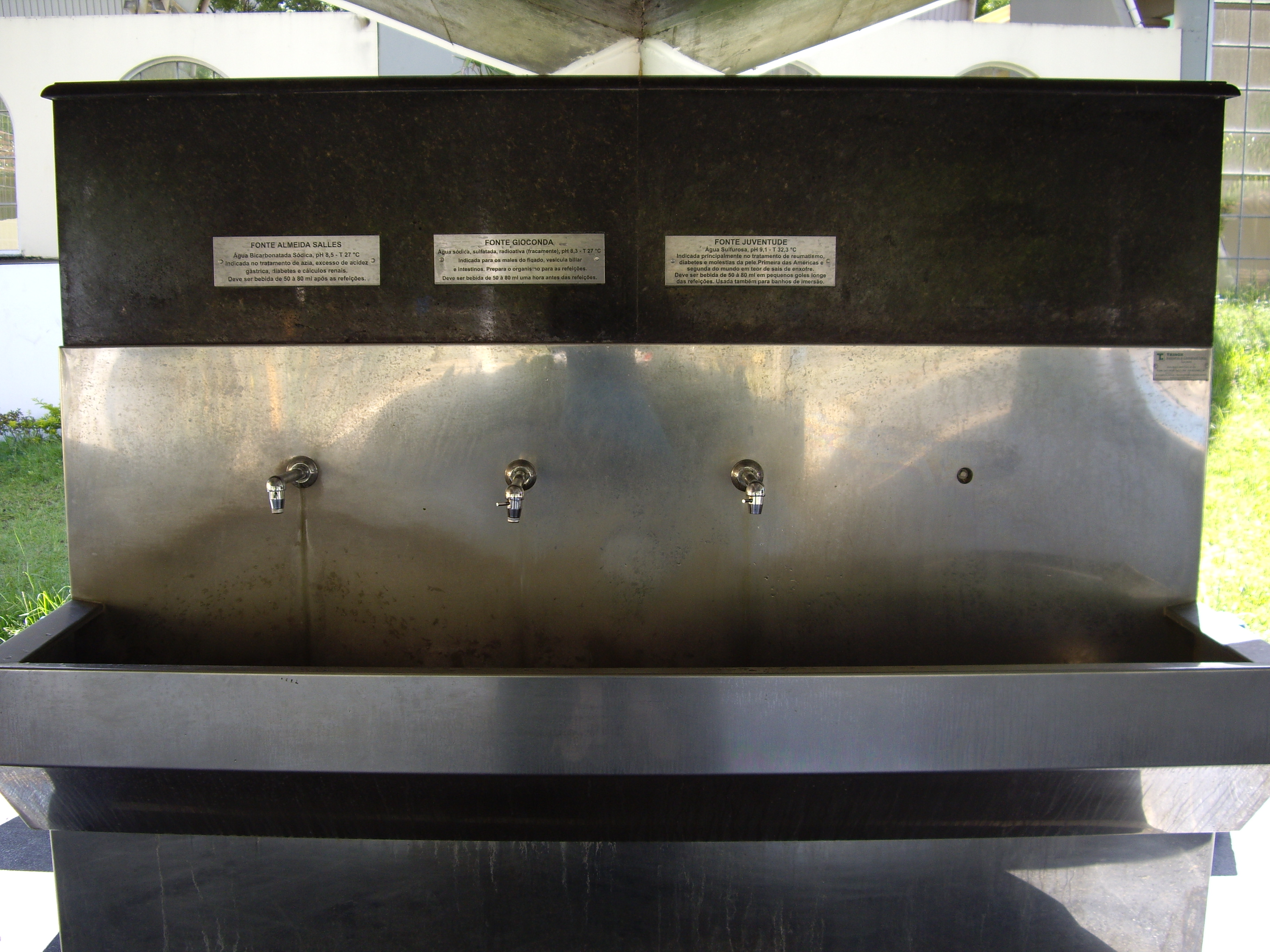
Fuente con los tres tipos de agua mineral de la ciudad

### Caminho do Sol

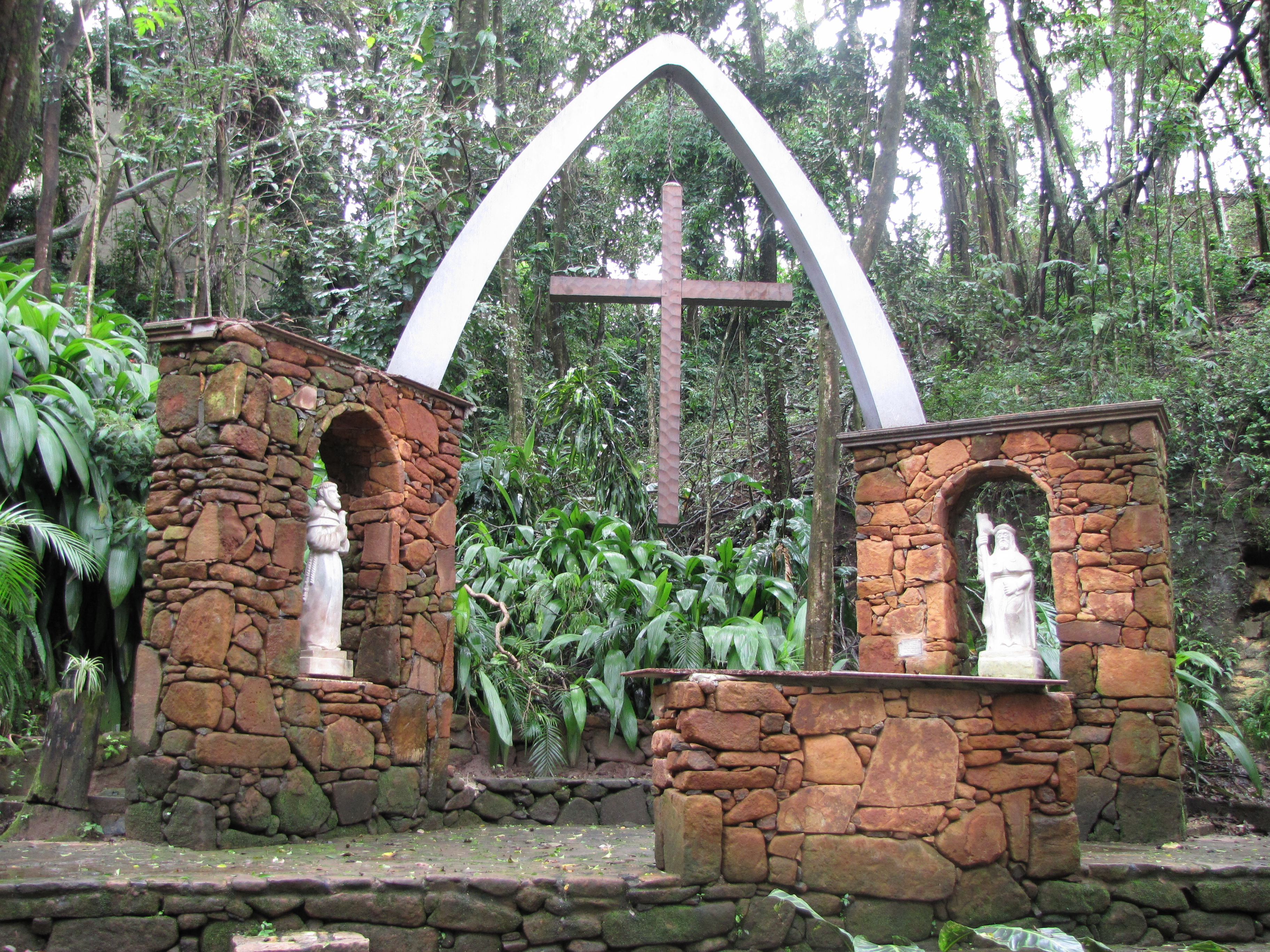
Casa de Santiago